# Lourouer-Saint-Laurent
Lourouer-Saint-Laurent é uma comuna francesa na região administrativa do Centro, no departamento Indre. Estende-se por uma área de 11,4 km². Em 2010 a comuna tinha 272 habitantes (densidade: 23,9 hab./km²).